# نصب كهف ساكاجيا التذكاري الطبيعي
نصب كهف ساكاجيا التذكاري الطبيعي (بالجورجية: საკაჟიას მღვიმე) هو كهف كارست يقع على بعد 1.5 كم إلى الشمال الشرقي من قرية جودوجاني، بلدية تيرجولا في منطقة إيميريتي بجورجيا، على ارتفاع 204 مترًا فوق مستوى سطح البحر. وهي تقع على المنحدر الأيسر لمضيق تسكالتسيتيلي الخلاب عبر النهر من دير موتساميتا، على بعد 1.5 كم جنوب غرب. تم إجراء العديد من الاكتشافات الأثرية والنباتات القديمة وحقبة الحياة القديمة في الكهف.